# Sud Aviation Caravelle
Sud Aviation SE-210 Caravelle byl francouzský proudový dopravní letoun určený pro krátké a střední vzdálenosti. Jedná se o první proudové letadlo na světě, které bylo vyvinuto pro trh letounů pro krátké a střední tratě.
Vývoj letounu Caravelle francouzským leteckým výrobcem SNCASE, společností, která chtěla vyrábět osobní letadlo využívající nově vyvinutou technologii tryskového pohonu, začal na počátku 50. let 20. století. Aby toho bylo dosaženo, spolupracovala SNCASE s britskými společnostmi jako de Havilland (poskytoval designy a komponenty, které vyvinul pro své vlastní tryskové letadlo de Havilland Comet) a Rolls-Royce (dodavatel proudových motorů Rolls-Royce Avon). Verze speciálně připravené pro americký trh s motory General Electric však nesplnily očekávaný úspěch. To samé platí pro novější verze, vybavené motory Pratt & Whitney JT8D. Většina z vývoje letounu byl veden pod SNCASE. V době, kdy Caravelle vstoupila do komerčního povozu v roce 1959, byla firma od 1. března 1957 sloučena do většího konglomerátu Sud Aviation.
Letoun byl prvním francouzským proudovým dopravním letounem a zároveň prvním letounem, který měl motory umístěné na samostatných gondolách v zadní části letadla – tím se dosáhlo čistého křídla. Toto konstrukční řešení bylo a je používáno u řady jiných letadel. Letoun prorazil na trhy v Evropě a úspěšně se prodával i ve Spojených státech amerických, kde se hlavním odběratelem staly United Airlines, které objednaly 20 letounů.
První prototyp provedl svůj první let v Toulouse 27. května 1955 a společnost Air France uvedla do provozu první produkční letadlo, přezdívané „Alsace“, 6. května 1959. Dále následovaly Scandinavian Airlines. S nárůstem provozu v 60. a 70. letech se společnosti zaměřily na větší letadla a mnoho strojů bylo vyřazeno ze služby nebo převedeno na charterové společnosti. V 80. letech učinily nové modernější letouny Caravelly zastaralými a spousta aktivních strojů byla sešrotována nebo prodána do Afriky nebo Jižní Ameriky. Poslední Caravelly, které v Evropě stále zůstávaly v provozu, byly staženy z provozu na konci 90. let, z nichž několik na přelomu století dále pokračovalo ve službě v Kongu a Kolumbii, přičemž poslední byla vyřazena v roce 2005.

## Vývoj

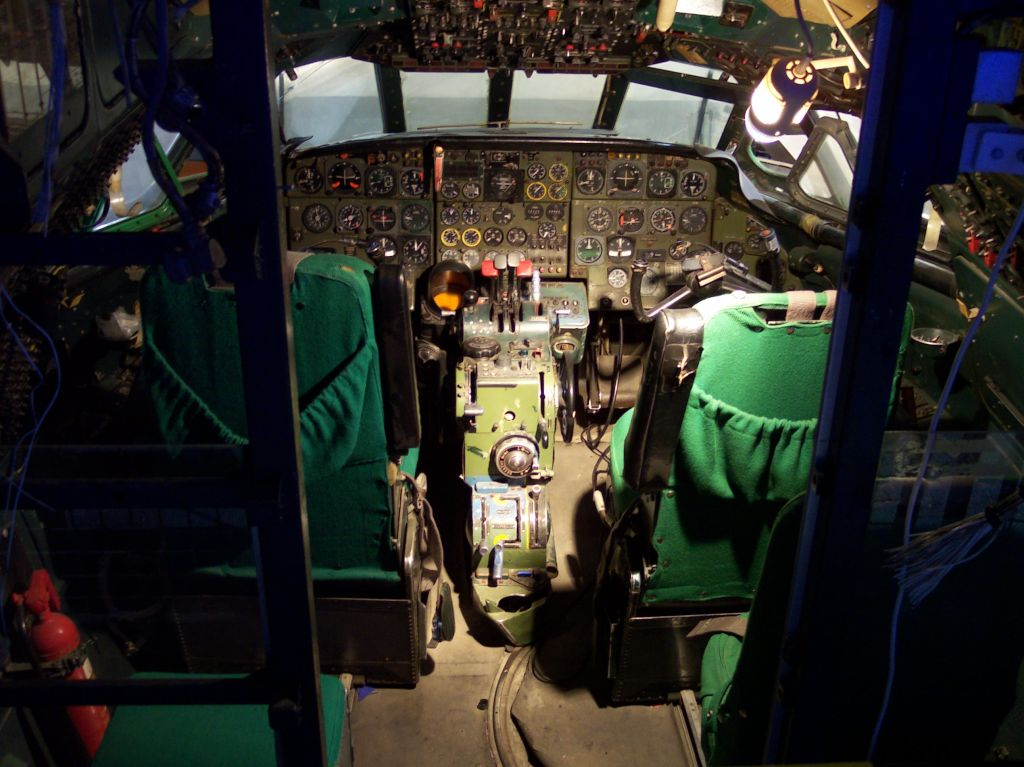
Pohled do kokpitu

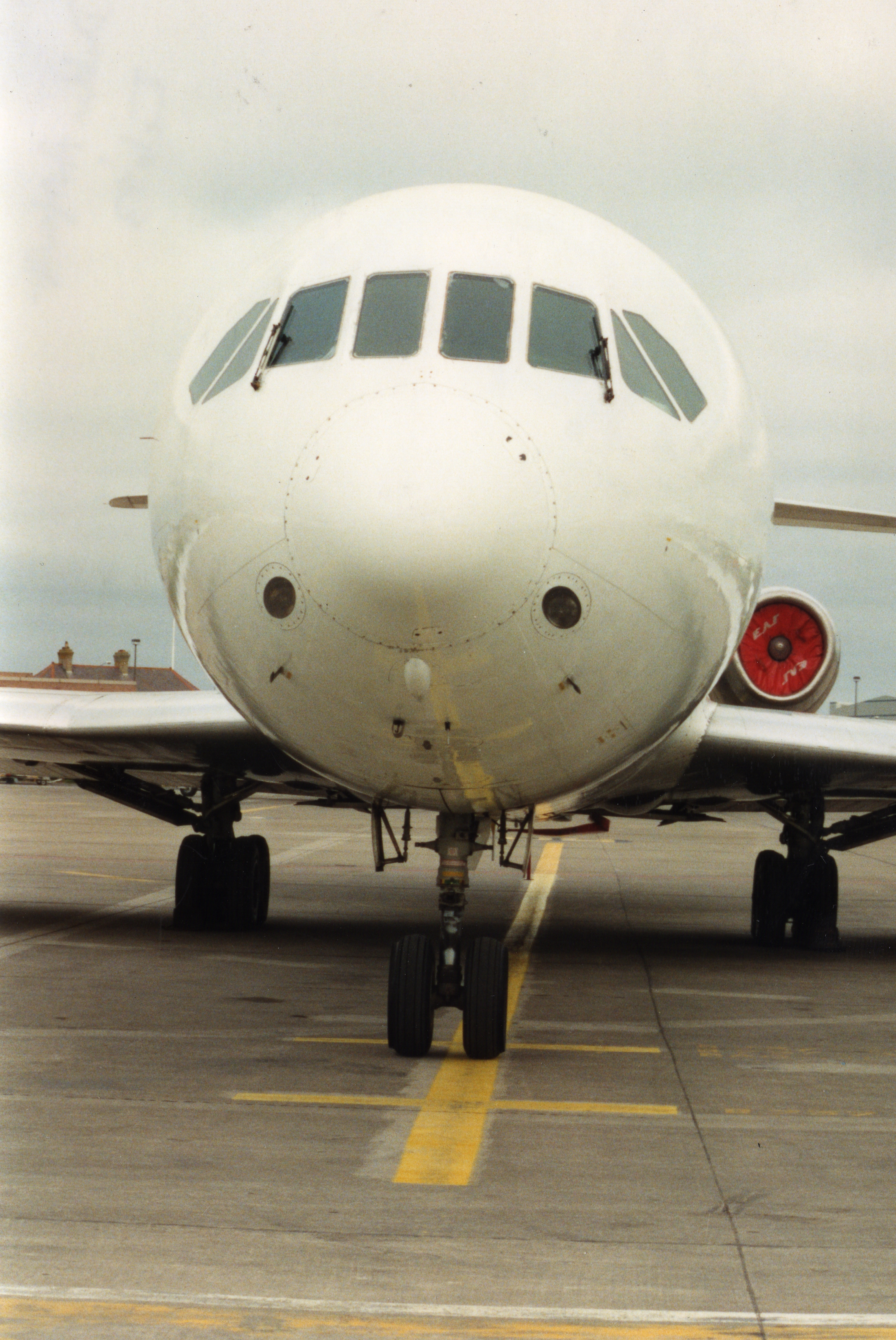
Neobvyklé uspořádání oken kokpitu Caravelly. Celý design kokpitu byl licencován přímo podle letounu de Havilland Comet.

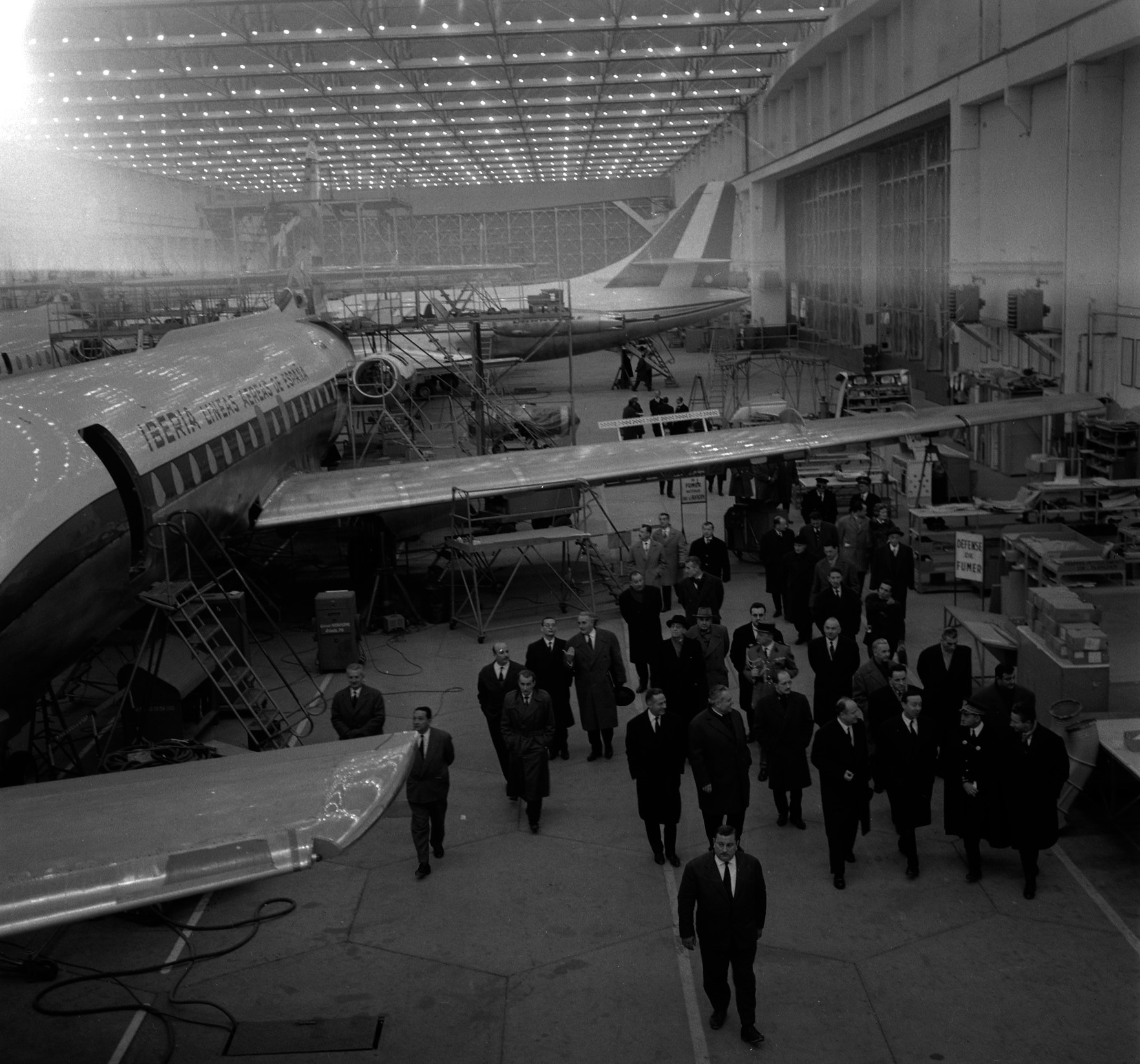
Montážní hala Caravelle v roce 1962 během návštěvy Michela Debrého.

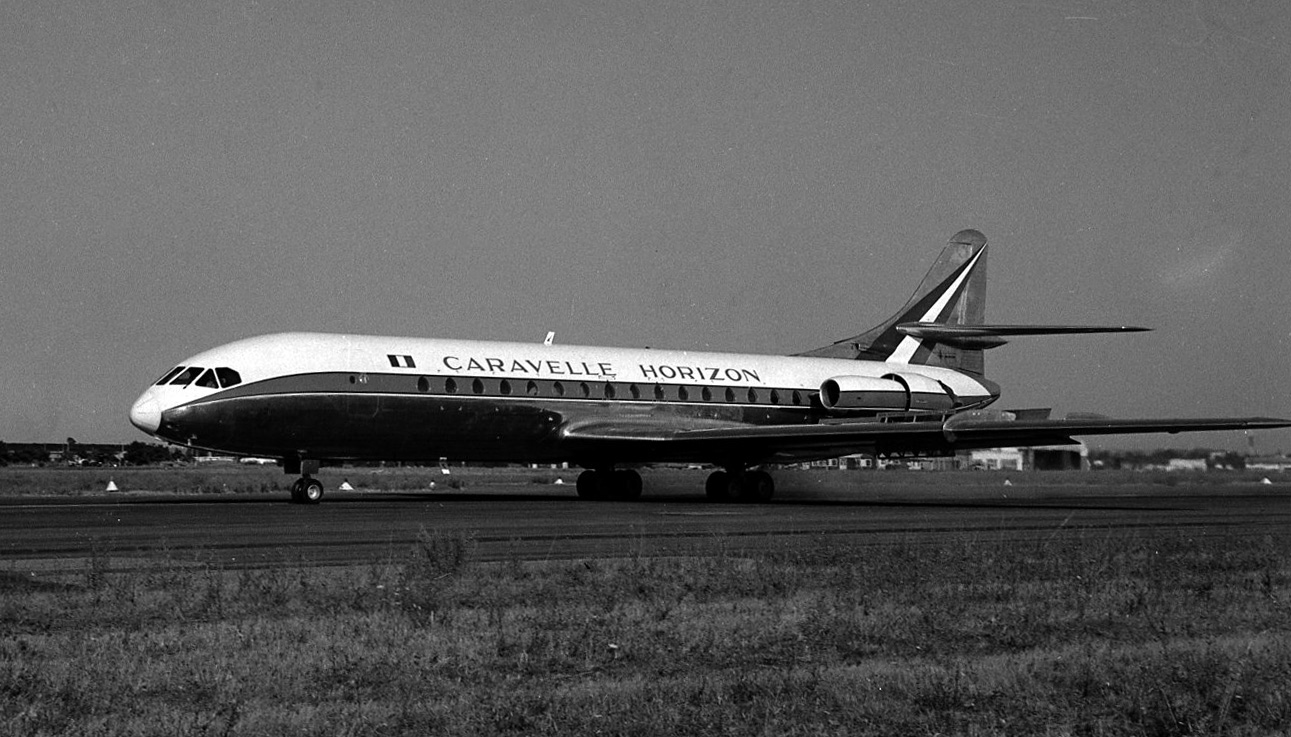
Prototyp Caravelle 10A, nazvaný "Caravelle Horizon", 28. srpna 1962

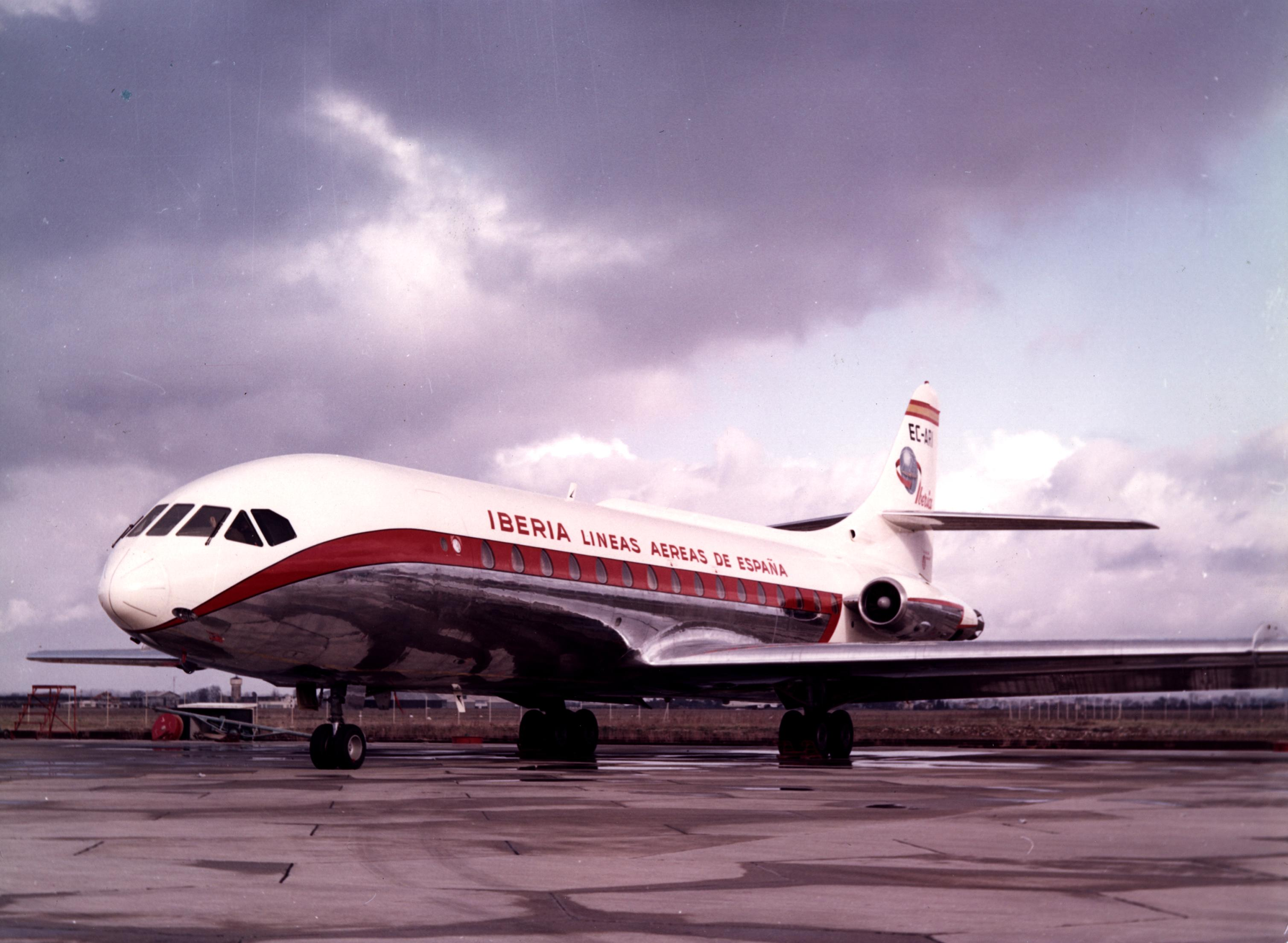
Caravelle VI společnosti Iberia

Dne 12. října 1951 Comité du Matériel civil (výbor pro civilní letectví) zveřejnil specifikace pro dopravní letoun určený na střední vzdálenosti, které byly později zaslány do Direction technique et industrielle.
Nový letoun měl splňovat tyto požadavky – přepravit 55 až 65 cestujících a 1 000 kg nákladu na vzdálenost do 2 000 km, a to cestovní rychlostí kolem 600 km/h. Typ a počet motorů nebyl specifikován, rovněž konstrukční řešení nebylo zadáno.
Ve Francii se mnoho leteckých firem zabývalo studií letounu v podobných specifikacích již od roku 1946, žádná z předních francouzských leteckých firem však neměla ekonomickou sílu začít s výrobou.
Odpověď francouzského leteckého průmyslu na sebe nenechala dlouho čekat a projekt letounu dle specifikací se zúčastnily všechny přední výrobci letadel ve Francii. Nakonec komise vybírala z 20 projektů. Té se nejvíce zamlouval projekt X-210 podniku SNCASE, který v únoru 1952 započal s výrobou dvou prototypů SE-210 Caravelle pod vedením šéfkonstruktéra Pierra Satra. 27. května 1955 šéfpilot Pierre Nadot zalétal první prototyp (výr.č.01, F-WHHH), poháněný dvojicí motorů Rolls-Royce Avon RA-26 o tahu po 44,5 kN.
První sériový stroj převzala Air France (F-BHRA) v roce 1959. 10. dubna 1959 převzala první (LN-KLH) ze čtyř Caravelle letecká společnost Scandinavian Airlines, třetím dopravcem se stal brazilský Varig (PP-VJC). SAS uvedla jako první společnost Caravelle na své linky. Zapůjčila si druhý prototyp (02, F-WHHI) od Sud Aviation, zaškolila na něm své osádky a 26. dubna 1959 otevřela se svou sériovou Caravelle, pojmenovanou „Finn Viking“, linku na Střední východ. 6. května následovala služba u Air France na lince Paříž-Istanbul a 7. prosince 1959 se přidal Varig.
Prvních 20 sériových strojů byly původní Caravelle I, z nichž 19. letoun si ponechala Sud Aviation pro další vývoj. Následujících 13 exemplářů byly Caravelle 1A s pohonnými jednotkami Avon 522A, nebo Avon 526. První z nich zakoupila finská společnost Finnair (OH-LEA), která stroj nasadila v dubnu 1960 na spoj Helsinki-Stockholm.
Následující dodávka zahrnovala verzi Caravelle III s motory Avon 527 po 50,7 kN s přepracovaným interiérem trupu pro 64 až 80 pasažérů. Air France, která s pozdějšími přestavbami starších Caravelle 1 a 1A vlastnila celkem 41 „trojek“, nechala kabinu upravit pro 16 osob v první třídě a 64 v turistické. Prototyp Caravelle III (F-WAJQ), upravený z 19. sériového letounu, provedl svůj první let 30. prosince 1959. Dalším provozovatelem Caravelle III se stal dopravce Alitalia, který svůj první letoun (I-DAXA) převzal 29. dubna 1960. Po následující dodávce dalších tří kusů se výroba změnila na verzi Caravelle 6, na kterou později přepracovali i dodané letouny verze 3. Létaly zprvu převážně na trati Řím-Londýn. Další stroje objednala SAS, která část série předala společnosti Swissair, následoval dopravce Finnair, Air Algérie, Air Maroc, Tunis Air, Air Inter a LTU. Postupně mnohé přecházely prodejem k dalším vlastníkům.
6. února 1961 byl zalétán prototyp verze Caravelle 6-R (F-WJAP) s dvojicí motorů Avon 533R po 56 kN s obraceči tahu. Tento model určený pro dopravní společnost United Airlines byl opatřen účinnějšími brzdami a dodatečně montovanými trojdílnými spoilery před každou polovinu odtokové hrany křídla. Po získání amerického osvědčení o letové způsobilosti nasadil UAL své Caravelle 6-R na lince New York-Chicago a ponechal si je až do října 1970. Celková produkce dosáhla 54 kusů.
42. sériový letoun, Caravelle 3 (F-WJAM), dodal mateřský podnik Sud Aviation americkému motorářskému koncernu General Electric, který na stroj namontoval své dvouproudové motory CJ-805-23C se statickým tahem po 71,63 kN. Vznikl tak prototyp verze Caravelle 7, který byl po získání nové imatrikulace N420GE pokřtěn „Santa Maria“ a 29. prosince 1960 zalétán.
31. srpna 1962 provedl svůj zálet další prototyp s americkými motory General Electric CJ-805-23C, označený Caravelle 10A (F-WJAO). Lišil se konstrukčními detaily a jinak rozmístěnými okny. O Caravelle s pohonnými jednotkami CJ-805-23C však nebyl zájem, proto zůstala verze 10A pouze v jediném exempláři.
V roce 1964 byla uvedena nová varianta Caravelle Super B s prodlouženým trupem o 1 m poháněná motory Pratt & Whitney JT8D-1. Přestavby trupu, modernizace křídla, ocasních ploch a zvýšená vzletová hmotnost si vyžádaly i pevnostní úpravy draku a podvozku. Za prototyp posloužil 169. vyrobený stroj zalétaný 3. března 1964 (F-WLK). Jako první zákazník odebrala Super B společnost Finnair, která je nasadila 16. srpna 1964 na linku Helsinki-Milán. Dánský letecký přepravce Sterling Airways zakoupil 12 letounů, k dalším zákazníkům patřili také Finnair a Syrian Arab Airlines.
Snaha o větší proniknutí typu Caravelle na americký trh, podmíněná instalací amerických motorů, vedla opět k zástavbě pohonných jednotek Pratt & Whitney JT8D-1 do 176. postaveného letounu označeného Caravelle 10B1R (F-WLKS). Prototyp byl zalétán 18. ledna 1965 a prvním zákazníkem nové verze se stala jordánská letecká společnost ALIA. Její první letoun (JY-ACS) byl dodán v červenci. Sériové stroje s motory JT8D-7 se statickým tahem 62,2 kN nesly zjednodušené označení Caravelle 10-R. K hlavním odběratelům nakonec patřila španělská Iberia, která zakoupila 7 kusů.
V dubnu 1967 se objevila další verze Caravelle 11-R, upravená pro smíšenou přepravu osob a nákladu. Trup byl prodloužen o 0,93 m a měl zesílenou podlahu. Celkový počet prodaných kusů dosáhl počtu šesti 11-R.
Nejdelší ze všech verzí Caravelle byla poslední varianta Caravelle 12, zalétaná v prototypu 29. října 1970. Již v lednu se však firma Sud Aviation začlenila v rámci znárodněného francouzského leteckého průmyslu do nové organizace Aérospatiale, takže se „dvanáctky“ na trhu objevily pod označením Aérospatiale Caravelle 12. Navazovaly na Super B, avšak s ještě delším trupem o celkové délce 36,24 m. Ke zvýšení výkonů přispěly motory JT8D-9 o tahu po 64,5 kN. V roce 1973 byla celá výroba typu ukončena.
Dva letouny Sud Aviation Caravelle III zařadilo do své výzbroje švédské letectvo Flygvapnet, které je používalo v jednotce F13M na základně Malmslatt pod označením Tp-85. Stroje upravené pro elektronický průzkum operovaly nad Baltským mořem s úkolem sledovat pohyby vojsk zemí Varšavské smlouvy. Caravelle byly rovněž zařazeny do výzbroje Armée de l'Air a Jugoslávie.

## Varianty
- Caravelle I
- Caravelle II
- Caravelle III
- Caravelle IV

## Specifikace (Caravelle III)

### Technické údaje
- Posádka: 3
- Kapacita: 80 cestujících
- Užitečné zatížení: 8,4 t
- Délka: 31,01 m
- Rozpětí: 34,30 m
- Výška: 8,72 m
- Nosná plocha: 146,70 m²
- Hmotnost prázdného letadla: 22,2 t
- Maximální vzletová hmotnost: 46 t
- Pohonná jednotka: 2 × proudový motor Rolls-Royce Avon Mk.527, každý o tahu 50,7 kN

### Výkony
- Maximální rychlost: 805 km/h
- Dolet: 1 700 km
- Dostup: 12 000 m